# Georg von Derfflinger
Georg von Derfflinger (Neuhofen an der Krems, 20 de marzo de 1606 - Gusow, 14 de febrero de 1695) fue un mariscal de campo alemán que participó en la guerra de los Treinta Años y en la guerra de Escania.

## Biografía
De confesión protestante, sirvió durante la guerra de los Treinta Años en el ejército sajón y a partir de 1632 en el ejército sueco hasta el final de la contienda, donde se distinguió como comandante de caballería. En 1654 entró al servicio de Federico Guillermo I de Brandeburgo e introdujo importantes reformas en la caballería y artillería del ejército de Brandeburgo-Prusia. 
Durante la guerra franco-neerlandesa estuvo al mando de las tropas brandeburguesas en la batalla de Fehrbellin de 1675, en la que consiguió una victoria decisiva contra los suecos.
El crucero de batalla SMS Derfflinger fue nombrado en su honor.